# Slow Riot for New Zerø Kanada
Slow Riot for New Zerø Kanada is een ep van de Canadese post-rockband Godspeed You! Black Emperor. De plaat is volgens de recensies op de website Rate Your Music de beste EP aller tijden.

## Nummers
Slow Riot for New Zerø Kanada bestaat uit twee nummers. Het nummer BBF3 bestaat grotendeels uit een gedicht dat door de excentrieke Blaise Bailey Finnegan III wordt voorgelezen. Hoewel Finnegan beweerde dat hij het gedicht zelf geschreven had, blijkt het 'gedicht' voornamelijk uit de tekst van het nummer "Virus" van Iron Maiden te bestaan.
CD-versie
1. "Moya" - 10:51
2. "BBF3" - 17:45

## Bezetting

### Godspeed You! Black Emperor
- Thierry Amar – basgitaar
- David Bryant – gitaar, tape loop
- Bruce Cawdron – drums, percussie, keyboard
- Aidan Girt – drums, percussie
- Norsola Johnson – cello
- Efrim Menuck – gitaar, keyboard
- Mike Moya – gitaar
- Mauro Pezzente – basgitaar
- Sophie Trudeau – viool